# Renkums Beekdal

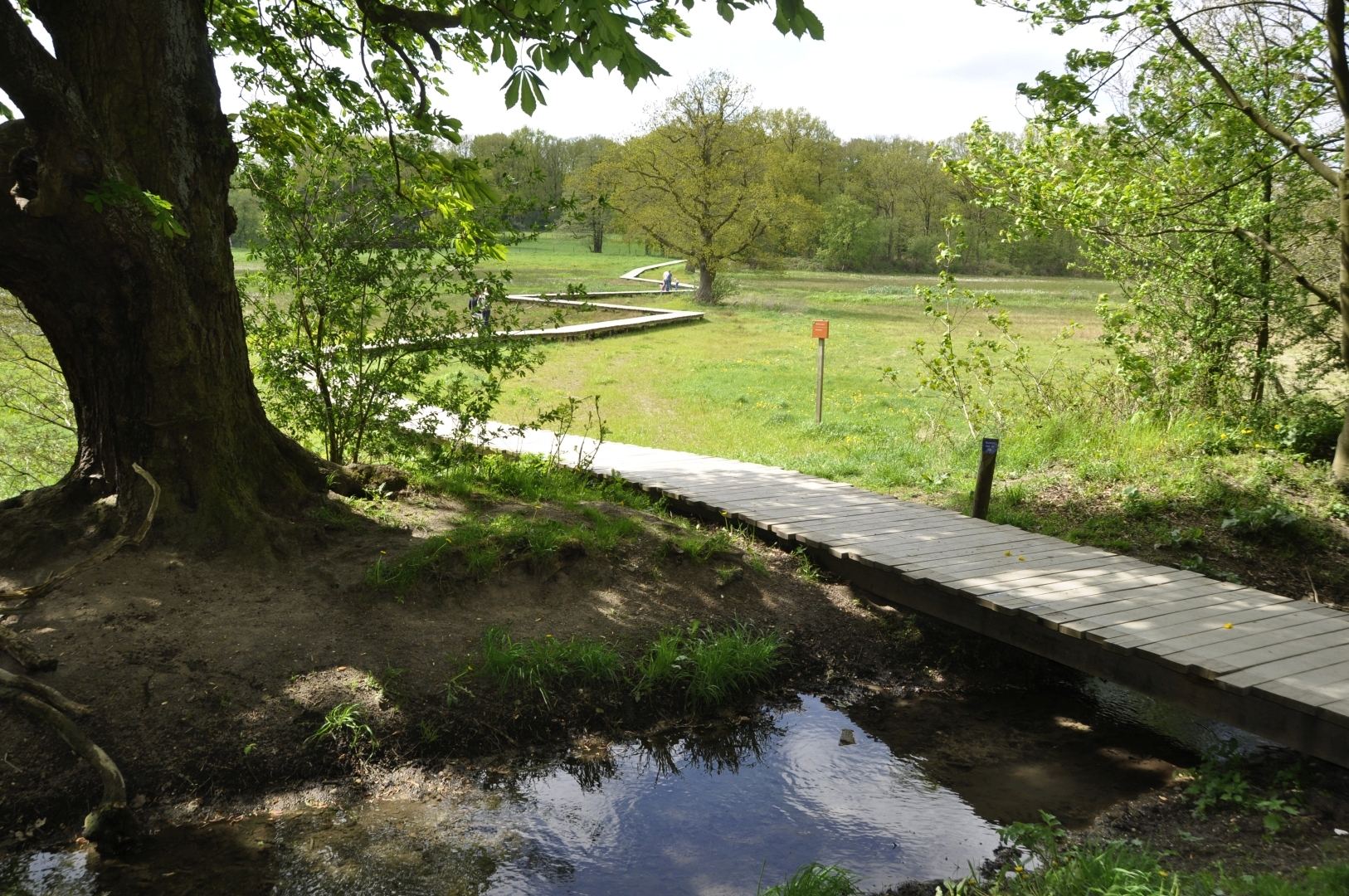
Vlonderpad door Renkums Beekdal

Het Renkums Beekdal is een natuurgebied dat ligt ten westen van de plaats Renkum in de Nederlandse provincie Gelderland. Het ecologisch waardevolle beekdal doorsnijdt de stuwwal aan de Zuidwest-Veluwerand. Sinds 1983 wordt het grotendeels beheerd door Staatsbosbeheer. Een deel, de Grunsfoortweide, hoort bij het naastliggende Oranje Nassau's Oord. Het noordelijk deel van het beekdal ligt op landgoed Quadenoord en in het zuiden sluit het ter hoogte van de Renkumse Benedenwaard aan op de rivier de Rijn.

## Geschiedenis
Het dal is ontstaan in de voorlaatste ijstijd, het Saalien. Het gebied maakt deel uit van het in de zeventiende eeuw gestichte 178 hectare grote landgoed de Keijenberg dat ook wel 'De Beken' genoemd werd. Tot 1983 waren de beekdalgronden in gebruik voor landbouw en veeteelt. Wegens het van de Veluwe afkomstige water in de erdoorheen stromende beken was het dal van de 17e tot en met de 20e eeuw ook van industrieel belang. Aan de Molenbeek, de Oliemolenbeek en de Halveradsbeek stonden ooit acht watermolens voor onder andere de ambachtelijke papierindustrie. In de twintigste eeuw werd een deel van het beekdal opgehoogd en bebouwd met onder andere een grote papierfabriek.

## Nieuwe natuur
Het Renkums Beekdal is deels een nieuw natuurgebied. Industrieterrein 'Beukenlaan' waar onder meer een papierfabriek en een rubber verwerkend bedrijf gevestigd waren werd daartoe begin eenentwintigste eeuw geheel ontruimd. Het werd daarna heringericht zodat het weer een natuurlijk onderdeel van het beekdal is. Deze ingreep kwam in 2013 gereed en maakte de vorming van de ecologische verbindingszone 'Renkumse Poort' mogelijk. De Veluwe is hierdoor met de uiterwaarden van de Rijn verbonden. Het doel van deze verbindingszone is dat wilde dieren zoals edelherten van de Veluwe af de uiterwaarden kunnen bereiken.
Staatsbosbeheer voert in het beekdal ter vergroting van de natuurwaarden een beheer van vernatting en verschraling. Dit levert draslanden op met een biotoop voor onder andere rietorchis en zeldzame soorten als moeraskartelblad en klimopwaterranonkel. De aanleg van een vlonderpad dwars door het drasse gebied heeft het ontsloten voor wandelaars.

## Bezoekerscentrum
In 2012 kwamen Staatsbosbeheer, IVN-afdeling Zuidwest Veluwezoom en de gemeente Renkum tot de oprichting van een stichting die de informatie en educatie in en over het gebied ter hand kon nemen. Een werkschuur van Staatsbosbeheer uit 1854 werd omgebouwd tot bezoekerscentrum. Een kapschuur is verbouwd tot ruimte voor vrijwilligers die in en om het beekdal actief zijn met onder andere educatie en natuuronderhoud. Op 30 mei 2015 werden de gebouwen geopend. Het eerste half jaar bezochten meer dan 7000 passanten het nieuwe bezoekerscentrum.
De Stichting Renkums Beekdal heeft met Staatsbosbeheer en de gemeente Renkum afspraken gemaakt met betrekking tot beleving en gebruik van het gebied. Taken van de stichting zijn onder meer het zorg dragen voor natuur- en milieueducatie, informatieverstrekking op het gebied van natuur- en cultuurhistorie en het organiseren van excursies. De KNNV-afdeling Wageningen verzorgt periodiek inventarisaties van flora en fauna in het gebied en publiceert ze op de website van Renkums Beekdal.